# Вести. Репортёр
«Вести. Репортёр» — общественно-политический еженедельник, выходивший с 30 августа 2013 года по 2015 год по пятницам. Имел лицензию на републикацию материалов журнала «Русский Репортёр».

## История
Еженедельник входил в один медиа-холдинг с газетой «Вести» и телеканалом UBR — «Мультимедиа-инвест групп».
По состоянию на июнь 2014 года тираж журнала «Вести. Репортер» составлял 50 тысяч экземпляров.
После ухода летом 2015 года Игоря Гужвы из медиахолднга, ряд журналистов подали заявления об увольнении. К этому моменту в издании работало 11 журналистов, которых не хватало для полноценной работы.
4 августа 2015 года было объявлено о ребрендинге журнала из-за отказа от сотрудничества с «Русским репортёром» (чей контент был слишком ангажированным в сторону ДНР и ЛНР) и намерении вернуться к красивой репортажной журналистики, с нетленных статей с сокращением освещения военных действий. Первый обновлённый номер вышел 4 сентября.
В октябре 2015 года печатная версия журнала была закрыта, обещалось обновление и расширении online-версии. Основной причиной называлось сокращение бюджетов основных рекламодателей и небольшой размер аудитории
К 2016 году бывшие главреды Хисамов и Простаков работали главным редактором и шеф-редактором сайта «Украина.ру», принадлежащего РИА "Новости". Отдельные сотрудники журнала трудоустроились на сайте Страна.ua — новом проекте Игоря Гужвы.

## Формат
При запуске издания его целью создатели хотели «вернуть украинскому читателю живую журналистику» и работать «в жанре изучения человека», «на стыке публицистики и литературы». Цена журнала была в два раза ниже, чем у конкурентов.
Украинские СМИ оценивали редакционную политику издания как пророссийскую и комплиментарную по отношению к окружению президента Виктора Януковича, издание критиковалось за упор на анонимные источники в своих материалах. Особую нелюбовь издание проявляло к зависимости Украины от стран Запада, структурам, финансируемым Соросом и другими представителями Бильдербергского клуба новым властям страны, Евромайдану (участниками которого журналисты издания называли пенсионеров, «ветеранов Майдана», киевский средний класс, националистов и «галичан»), и действиям украинских солдат в Донбассе.

## Главреды
За свою историю изданием руководило несколько человек:
- Искандер Хисамов
- Инна Золотухина
- Дмитрий Люкайтис (гражданин РФ[19])
- Глеб Простаков

## Уголовное дело
В январе 2015 года бывшему главреду журнала Люкайтису было сообщено о подозрении в «организации размещение в указанном средстве массовой информации материалов с призывами к совершению действий, направленных на незаконное изменение границ территории Украины», он был объявлен в розыск в связи с сокрытием от органов досудебного следствия В январе 2017 года СБУ по этому делу провело обыск и допрос ряда бывших сотрудников журнала, среди них была и Инна Золотухина.

## Скандалы
В июле 2015 года был отменён выход очередного номера журнала, что главный редактор Глеб Простаков объяснял техническими накладками и проблемами с распространением. Однако позже в соцсетях были выложены скрины этого номера, невыход которого бывшие журналисты издания объясняли цензурой в рамках договорённостей с администрацией президента Петра Порошенко. По их словам, причиной стал критический материал о главе Одесской обладминистрации Михаиле Саакашвили и команде грузинских реформаторов
В августе 2015 года журналистка Светлана Крюкова, поддерживавшая Игоря Гужву, объявила о своём уходе из издания из-за отказа публиковать её материал о борьбе Геннадия Корбана и Сергея Березенко на выборах в Чернигове из-за смягчения позиции издания к власти.. Главный редактор Глеб Простаков объяснял это решение тем, что материал был пиар-статьёй.